# K.W.L. Bezemer
Karel Willem Leonard Bezemer (Wageningen, 3 december 1899 - Voorburg, 12 februari 1991) was een Nederlandse historicus.
Bezemer schreef vooral over de geschiedenis van de Koninklijke Marine en de Nederlandse koopvaardij. Tot zijn pensionering in 1964 was hij hoofd van de Marine voorlichtingsdienst en onderzoeker aan het Instituut voor geschiedenis in Utrecht. Hij heeft jarenlang onderzoek gedaan in binnen- en buitenlandse archieven en vele overlevenden geïnterviewd.
Tijdens de Tweede Wereldoorlog werd krachtens het Koninklijk Besluit van 6 juni 1940 de vaarplicht ingesteld, en waren zeelieden verplicht om te blijven varen, op straffe van 4 jaar gevangenisstraf. De Nederlandse Scheepvaart- en Handelscommissie beheerde de koopvaardijvloot onder toezicht van de regering in ballingschap. De koopvaardij telde ongeveer 18.500 manschappen, waarvan 3300 om het leven kwamen.
In 'Geschiedenis van de Nederlandse Koopvaardij in de Tweede Wereldoorlog' beschrijft hij in deel 1 de strijd ter zee in de eerste drie oorlogsjaren, in deel 2 de Battle of the Atlantic, de geallieerde landing in Normandië en de bloedige strijd in de Pacific.